# Proletariat
Proletariat este un termen care denumește totalitatea proletarilor.
În Roma antică, proletarii erau cetățeni liberi săraci, lipsiți de mijloace de producție, respectiv de pământ, eliminați de pe piața muncii de sclavi, care nu puteau plăti impozit, devenind paraziți ai economiei.
Termenul în latină proletarii, precum și cuvântul proletariat derivă din același cuvânt latin: proles, care înseamnă „urmași” sau „copil”. Aceasta demonstrează că de la proletari se aștepta să servească Roma cu ceea ce puteau ei: făcând copii. Într-o traducere literară, proletariat înseamnă, deci, „cei care nu au altceva decât copiii lor”.
Karl Marx și Friedrich Engels au preluat termenul, dându-i o altă interpretare, cunoscută sub denumirea de marxistă: Prin proletariat se înțelege clasa muncitorilor salariați moderni care, neposedând mijloace de producție proprii, sunt nevoiți să-și vândă forța lor de muncă pentru a putea trăi. Aceasta înseamnă că muncesc pentru un salariu fix și nu pentru a participa la împărțirea profitului.
În accepțiunea curentă, proletariatul este clasa de salariați care își câștigă existența în special prin munci manuale sau care, pentru a se întreține, sunt dependenți de un loc de muncă permanent sau ocazional. Proletariatul este identificat cu clasa muncitoare.
În teoria marxistă a fost definită și noțiunea de proletariat agricol ca fiind totalitatea muncitorilor agricoli lipsiți de proprietate și de mijloace de producție, nevoiți să-și vândă forța de muncă elementelor capitaliste de la țară.
În spațiul anglo-saxon a apărut o nouă noțiune, cea de proletariatul gulerelor albe (în engleză white-collar proletariat), constând din absolvenții de universități, cu venituri specifice clasei mijlocii, care reprezintă în prezent baza forței de muncă în industria modernă. În rândul lor se numără și programatorii de calculatoare, contabilii firmelor, reprezentanții de vânzări pentru firmele de produse farmaceutice.